# Даваре (Белуно)
Даваре (итал. Davare) је насеље у Италији у округу Белуно, региону Венето.
Према процени из 2011. у насељу је живело 8 становника. Насеље се налази на надморској висини од 1527 м.